# ФК Арка Гдиња
ФК Арка је пољски фудбалски клуб из приморског града Гдиње, на северу Пољске. Основан је 1929. године. Игра на ГОСиР стадиону, са 15 139 места. Боје су плава и жута. Играли су више пута у првој лиги, последњи пут 2007. године, када су испали због корупције, а били су 10. на табели. 2008. се поново враћају у 1. лигу, јер су били 4. у другој лиги, испред ФК Жнич Прушков. Арка је два пута освојила национални куп (уз једно изгубљено финале), а једном је била победник и домаћег суперкупа.

## Успеси
- Пољски куп
  - 1979, 2017.
- Пољски суперкуп
  - 2017.

## Састав тима
| Бр. |        | Позиција | Играч              |
| --- | ------ | -------- | ------------------ |
|     | Пољска | Г        | Андржеј Блеђевски  |
|     | Бразил | Н        | Андерсон           |
|     | Пољска | С        | Дариуш Журав       |
|     | Пољска | С        | Михал Плотка       |
|     | Пољска | С        | Збигњев Закржевски |
|     | Пољска | О        | Бартош Карван      |
|     | Пољска | С        | Марек Бастер       |
|     | Пољска | С        | Пјотр Базлер       |

| Бр. |          | Позиција | Играч             |
| --- | -------- | -------- | ----------------- |
|     | Пољска   | Н        | Пшемислав Тритко  |
|     | Пољска   | О        | Бартош Љава       |
|     | Пољска   | О        | Томаш Мазуркјевич |
|     | Пољска   | Г        | Марцин Буђински   |
|     | Пољска   | О        | Криштоф Соберај   |
|     | Пољска   | О        | Олгерд Москалевич |
|     | Пољска   | С        | Матеуш Колођески  |
|     | Хрватска | О        | Томислав Басић    |

## Европски успеси
| Сезона  | Такмичење            | Коло | Држава   | Екипа    | Резултат |
| ------- | -------------------- | ---- | -------- | -------- | -------- |
| 1979/80 | Куп победника купова | 1Р   | Бугарска | ФК Берое | 3-2, 0-2 |